# Alfred Gottschalk (Rabbiner)
Alfred Gottschalk (* 7. März 1930 in Koblenz; † 12. September 2009 in Cincinnati) war ein US-amerikanischer Rabbiner des Reformjudentums und Autor.

## Leben
Während des Holocausts verlor Gottschalk mehrere Familienmitglieder und Verwandte. Sein Vater Max Gottschalk floh im März 1938 über Holland nach New York City; Frau und Sohn folgten ihm ein Jahr später. Seine weitere Kindheit verbrachte Alfred Gottschalk in Brooklyn. Er besuchte das Brooklyn College. Danach studierte er am Hebrew Union College in Cincinnati jüdische Theologie und Literatur und wurde 1957 Rabbiner. Seinen Doktor in jüdischer Theologie erlangte er 1965 an der University of Southern California. Nach seinem Studium war er zunächst Seelsorger auf dem Universitätscampus der University of Southern California. 30 Jahre lang leitete er dann das Hebrew Union College. 1972 begleitete er die Semicha von Rabbinerin Sally Priesand in Cincinnati. Er war Mitglied der vom US-Präsidenten Jimmy Carter ins Leben gerufenen Kommission zur Errichtung des United States Holocaust Memorial Museum in Washington, D.C. Als Autor schrieb er mehr als 100 Artikel sowie mehrere Bücher. In erster Ehe war er mit Gina Schrag verheiratet, mit der er zwei Kinder hat. In zweiter Ehe war er mit Deanna Zeff Frank verheiratet.